# 王慶垣
王慶垣（?—?），字薇卿，順天府通州人，清朝政治人物、進士出身。

## 生平
光緒十八年（1892年），参加光緒壬辰科殿試，登進士二甲88名。同年五月，改翰林院庶吉士 光緒二十年四月，散館，著以部属用。